# Cory Parr
Cory Parr (* 2. November 1987 in Jericho, New York) ist ein ehemaliger US-amerikanischer Tennisspieler.

## Karriere
Cory Parr absolvierte von 2006 bis 2009 ein Studium an der Wake Forest University, wo er im College Tennis sehr erfolgreich war. National war er zusammen mit Steven Forman auf Platz 1 des Doppelrankings der Studenten. Während seiner Zeit als Student nahm er bereits vereinzelt an Profiturnieren teil und gewann auf der drittklassigen ITF Future Tour 2007 und 2008 je einen Doppel-Titel in dieser Turnierkategorie.
2009 gewann er sechs Titel im Doppel, wodurch er in der Tennisweltrangliste das Jahr innerhalb der Top 400 beendete. Auch auf der höher dotierten ATP Challenger Tour gewann er erste Matches. Das Jahr 2010 ging ähnlich erfolgreich weiter, vier weitere Titel folgten. Im Einzel mit Rang 779 und im Doppel mit Platz 272 erreichte er im Sommer jeweils sein Karrierehoch. Kurz darauf nahm er jedoch immer seltener an Turnieren teil, sodass er in der Rangliste durchgereicht wurde. Sein einziger Auftritt auf der ATP World Tour im August 2011 war zugleich sein letztes Profimatch. An der Seite von Treat Huey gewannen sie gegen die Österreicher Julian Knowle und Oliver Marach, mussten sich jedoch im Viertelfinale geschlagen geben.
2017 kehrte Parr an seine Hochschule zurück und arbeitet dort als Assistenztrainer. Er machte dort 2020 einen Master in Business Administration und wurde 2023 in die Hall of Fame der Universität aufgenommen.